# Tweede Kamerverkiezingen in het kiesdistrict Zevenbergen (1878-1918)

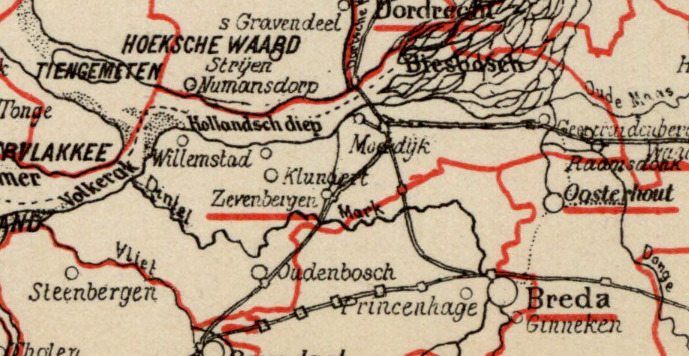
Kiesdistrict Zevenbergen (1888)

Tweede Kamerverkiezingen in het kiesdistrict Zevenbergen (1878-1918) geeft een overzicht van verkiezingen voor de Nederlandse Tweede Kamer in het kiesdistrict Zevenbergen in de periode 1878-1918.
Het kiesdistrict Zevenbergen was eerder ingesteld geweest in de periode 1848-1850. Het kiesdistrict werd opnieuw ingesteld na een wijziging van de Kieswet in 1878. Tot het kiesdistrict behoorden vanaf dat moment de volgende gemeenten: Besoijen, Capelle, Dinteloord en Prinsenland, Drongelen, Haagoort, Gansoijen en Doeveren, Dussen, Munster en Muilkerk, Fijnaart en Heijningen, Geertruidenberg, 's-Gravenmoer, Hooge en Lage Zwaluwe, Klundert, Made en Drimmelen, Meeuwen, Hill en Babyloniënbroek, Oud en Nieuw Gastel, Oudenbosch, Raamsdonk, Standdaarbuiten, Sprang, Vrijhoeve-Capelle, Waspik, Willemstad en Zevenbergen.
In 1888 werd de indeling van het kiesdistrict gewijzigd. De gemeente 's-Gravenmoer werd toegevoegd aan het kiesdistrict Oosterhout en de gemeenten Besoijen, Capelle, Drongelen, Haagoort, Gansoijen en Doeveren, Dussen, Munster en Muilkerk, Meeuwen, Hill en Babyloniënbroek, Sprang, Vrijhoeve-Capelle en Waspik aan het kiesdistrict Waalwijk. Tevens werd een gedeelte van het kiesdistrict Breda (de gemeenten Oud- en Nieuw-Gastel, Oudenbosch en Standdaarbuiten) toegevoegd aan het kiesdistrict Zevenbergen.
Het kiesdistrict Zevenbergen was in dit tijdvak een enkelvoudig kiesdistrict: het vaardigde per zittingsperiode van vier jaar één lid af naar de Tweede Kamer.
Legenda
- cursief: in de eerste verkiezingsronde geëindigd op de eerste of tweede plaats, en geplaatst voor de tweede ronde;
- vet: gekozen als lid van de Tweede Kamer.

## 26 februari 1878
De verkiezingen werden gehouden vanwege de instelling van het kiesdistrict.
|                  | 26 februari | 12 maart |
| ---------------- | ----------- | -------- |
| Kiesgerechtigden | 2.044       | 2.044    |
| Opkomst          | 1.520       | 1.528    |
| Geldige stemmen  | 1.508       | 1.499    |
| Blanco stemmen   | 3           | 24       |
| Kandidaten       |             |          |
| J.H.A. Diepen    | 703         | 754      |
| R. van de Werk   | 361         | 745      |
| T.C.L. Wijnmalen | 337         |          |
| A. Sassen        | 102         |          |

## 23 april 1878
J.H.A. Diepen was gekozen bij de verkiezingen van 26 februari en 12 maart 1878. Hij werd echter niet toegelaten als lid van de Tweede Kamer vanwege geconstateerde onregelmatigheden bij deze verkiezingen. Daarom werd een naverkiezing gehouden.
|                  | 23 april | 7 mei |
| ---------------- | -------- | ----- |
| Kiesgerechtigden | 2.044    | 2.044 |
| Opkomst          | 1.689    | 1.732 |
| Geldige stemmen  | 1.684    | 1.715 |
| Blanco stemmen   | 4        | 16    |
| Kandidaten       |          |       |
| R. van de Werk   | 549      | 901   |
| J.H.A. Diepen    | 650      | 814   |
| T.C.L. Wijnmalen | 476      |       |

## 14 juni 1881
De verkiezingen werden gehouden vanwege de afloop van de zittingstermijn van het gekozen lid. 
|                     | 14 juni | 28 juni |
| ------------------- | ------- | ------- |
| Kiesgerechtigden    | 2.134   | 2.134   |
| Opkomst             | 1.656   | 1.767   |
| Geldige stemmen     | 1.641   | 1.732   |
| Blanco stemmen      | 15      | 31      |
| Kandidaten          |         |         |
| R. van de Werk      | 627     | 893     |
| L. van Rijckevorsel | 612     | 838     |
| C.N. Tieleman       | 376     |         |

## 24 juni 1884
Roeland van de Werk, gekozen bij de verkiezingen van 14 juni 1881, trad op 28 mei 1884 af vanwege zijn benoeming als raadsheer bij het Gerechtshof in Amsterdam. Om in de ontstane vacature te voorzien werd een tussentijdse verkiezing gehouden.
|                                     | 24 juni | 8 juli |
| ----------------------------------- | ------- | ------ |
| Kiesgerechtigden                    | 2.155   | 2.155  |
| Opkomst                             | 1.165   | 1.570  |
| Geldige stemmen                     | 1.087   | 1.539  |
| Blanco stemmen                      | 66      | 27     |
| Kandidaten                          |         |        |
| A.P.R.C. van der Borch van Verwolde | 509     | 910    |
| R. van de Werk                      | 519     | 629    |
| H.M. Smits                          | 29      |        |

## 28 oktober 1884
De verkiezingen werden gehouden na vervroegde ontbinding van de Tweede Kamer.
|                                     | 28 oktober | 11 november |
| ----------------------------------- | ---------- | ----------- |
| Kiesgerechtigden                    | 2.155      | 2.155       |
| Opkomst                             | 1.596      | 1.676       |
| Geldige stemmen                     | 1.584      | 1.651       |
| Blanco stemmen                      | 11         | 25          |
| Kandidaten                          |            |             |
| A.P.R.C. van der Borch van Verwolde | 531        | 838         |
| C.J.A. Heydenrijck                  | 587        | 813         |
| R. van de Werk                      | 460        |             |

## 15 juni 1886
De verkiezingen werden gehouden na vervroegde ontbinding van de Tweede Kamer.
|                                     | 15 juni |
| ----------------------------------- | ------- |
| Kiesgerechtigden                    | 2.244   |
| Opkomst                             | 1.468   |
| Geldige stemmen                     | 1.448   |
| Blanco stemmen                      | 16      |
| Kandidaten                          |         |
| A.P.R.C. van der Borch van Verwolde | 1.104   |
| J.A. Loeff                          | 315     |

## 1 september 1887
De verkiezingen werden gehouden na vervroegde ontbinding van de Tweede Kamer.
|                                     | 1 september |
| ----------------------------------- | ----------- |
| Kiesgerechtigden                    | 2.219       |
| Opkomst                             | 992         |
| Geldige stemmen                     | 949         |
| Blanco stemmen                      | 43          |
| Kandidaten                          |             |
| A.P.R.C. van der Borch van Verwolde | 891         |

## 6 maart 1888
De verkiezingen werden gehouden na vervroegde ontbinding van de Tweede Kamer.
|                                     | 6 maart |
| ----------------------------------- | ------- |
| Kiesgerechtigden                    | 3.058   |
| Opkomst                             | 2.472   |
| Geldige stemmen                     | 2.458   |
| Blanco stemmen                      | 12      |
| Kandidaten                          |         |
| J.P.T. van Nunen                    | 1.483   |
| A.P.R.C. van der Borch van Verwolde | 682     |
| J.S.P.W. Eerens                     | 279     |

## 9 juni 1891
De verkiezingen werden gehouden na ontbinding van de Tweede Kamer.
|                                     | 9 juni |
| ----------------------------------- | ------ |
| Kiesgerechtigden                    | 3.112  |
| Opkomst                             | 1.772  |
| Geldige stemmen                     | 1.760  |
| Blanco stemmen                      | 8      |
| Kandidaten                          |        |
| J.P.T. van Nunen                    | 1.267  |
| M. Tydeman                          | 214    |
| A.P.R.C. van der Borch van Verwolde | 208    |
| W.A.E. van der Borch                | 55     |

## 6 december 1892
Joannes van Nunen, gekozen bij de verkiezingen van 9 juni 1891, trad op 12 november 1892 af vanwege zijn vertrek naar Nederlands-Indië. Om in de ontstane vacature te voorzien werd een tussentijdse verkiezing gehouden.
|                    | 6 december |
| ------------------ | ---------- |
| Kiesgerechtigden   | 3.113      |
| Opkomst            | 1.070      |
| Geldige stemmen    | 1.035      |
| Blanco stemmen     | 26         |
| Kandidaten         |            |
| E.A.M. van der Kun | 900        |
| T.L.M.H. Borret    | 56         |

## 10 april 1894
De verkiezingen werden gehouden na vervroegde ontbinding van de Tweede Kamer.
|                    | 10 april |
| ------------------ | -------- |
| Kiesgerechtigden   | 3.003    |
| Opkomst            | 1.468    |
| Geldige stemmen    | 1.451    |
| Blanco stemmen     | 16       |
| Kandidaten         |          |
| E.A.M. van der Kun | 1.007    |
| G.W. Bruinsma      | 382      |
| J. Geluk           | 35       |

## 15 juni 1897
De verkiezingen werden gehouden na ontbinding van de Tweede Kamer.
|                                     | 15 juni |
| ----------------------------------- | ------- |
| Kiesgerechtigden                    | 6.414   |
| Opkomst                             | 4.736   |
| Geldige stemmen                     | 4.669   |
| Blanco stemmen                      | 67      |
| Kandidaten                          |         |
| E.A.M. van der Kun                  | 3.234   |
| A.P.R.C. van der Borch van Verwolde | 600     |

## 14 juni 1901
De verkiezingen werden gehouden na ontbinding van de Tweede Kamer.
|                    | 14 juni |
| ------------------ | ------- |
| Kiesgerechtigden   | 6.089   |
| Kandidaten         |         |
| E.A.M. van der Kun |         |

Van der Kun was de enige kandidaat; hij werd zonder nadere stemming gekozen verklaard.

## 16 juni 1905
De verkiezingen werden gehouden na ontbinding van de Tweede Kamer.
|                   | 16 juni | 28 juni |
| ----------------- | ------- | ------- |
| Kiesgerechtigden  | 6.393   | 6.393   |
| Opkomst           | 4.585   | 4.667   |
| Geldige stemmen   | 4.513   | 4.623   |
| Blanco stemmen    | 72      | 44      |
| Kandidaten        |         |         |
| A.C.A. van Vuuren | 1.325   | 2.328   |
| W.H. Bogaardt     | 2.088   | 2.295   |
| A.G.J. Mastboom   | 519     |         |

## 11 juni 1909
De verkiezingen werden gehouden na ontbinding van de Tweede Kamer.
|                   | 11 juni |
| ----------------- | ------- |
| Kiesgerechtigden  | 7.101   |
| Kandidaten        |         |
| A.C.A. van Vuuren |         |

Van Vuuren was de enige kandidaat; hij werd zonder nadere stemming gekozen verklaard.

## 17 juni 1913
De verkiezingen werden gehouden na ontbinding van de Tweede Kamer.
|                   | 17 juni |
| ----------------- | ------- |
| Kiesgerechtigden  | 7.704   |
| Kandidaten        |         |
| A.C.A. van Vuuren |         |

Van Vuuren was de enige kandidaat; hij werd zonder nadere stemming gekozen verklaard.

## 15 juni 1917
De verkiezingen werden gehouden na ontbinding van de Tweede Kamer.
|                   | 15 juni |
| ----------------- | ------- |
| Kiesgerechtigden  | 8.549   |
| Kandidaten        |         |
| A.C.A. van Vuuren |         |

De zeven in de vorige Tweede Kamer vertegenwoordigde partijen hadden afgesproken in elkaars kiesdistricten geen tegenkandidaten te stellen. Van Vuuren was derhalve de enige kandidaat; hij werd zonder nadere stemming gekozen verklaard.

## Opheffing
De verkiezing van 1917 was de laatste verkiezing voor het kiesdistrict Zevenbergen. In 1918 werd voor verkiezingen voor de Tweede Kamer overgegaan op een systeem van evenredige vertegenwoordiging met kandidatenlijsten van politieke partijen.